# Barthélemy Boganda
Vous lisez un « article de qualité » labellisé en 2013.
Barthélemy Boganda, né le 4 avril 1910 à Bobangui et mort le 29 mars 1959, est un homme politique centrafricain et français, connu pour ses desseins panafricains concernant l'Afrique centrale. En République centrafricaine, Boganda a été érigé en « père fondateur » de la nation lors de l'indépendance en 1960 à laquelle il a contribué en tant qu'éphémère premier président (1958-1959). En 1958, sous son impulsion le territoire français de l'Oubangui-Chari est transformé en un État baptisé « République centrafricaine », qu'il dote d'un drapeau, d'une devise et d'un hymne conçus originellement pour l'Afrique-Équatoriale française (AEF).
Orphelin recueilli par les missionnaires, Barthélemy Boganda est en 1938 le premier prêtre indigène ordonné d'Oubangui-Chari. En 1946, alors que les instances métropolitaines françaises souhaitent la représentation des colonies au Parlement dans le cadre de l'Union française, Boganda se fait élire député au palais Bourbon avec le soutien du diocèse de Bangui sous l’étiquette MRP. En Oubangui, il crée son propre parti en 1949, le MESAN à consonance messianique dont le credo est « nourrir, vêtir, guérir, instruire, loger » les Africains sur le modèle de l'Occident chrétien anticommuniste. Rapidement Boganda gêne et inquiète l'ordre colonial établi : en 1950 il renonce à l'état ecclésiastique en épousant une Française, rompt avec le MRP, délaisse la métropole pour l'Oubangui-Chari où il s’impose comme un tribun autochtone de premier plan.
En 1955, le processus d’émancipation des colonies apparaît comme inéluctable. La forte audience territoriale du MESAN fait de Boganda un personnage-clé pour l'Oubangui. Les colons de Bangui menés par Roger Guérillot, jusqu'alors hostiles à Boganda, cofondent avec le MESAN l'Intergroupe libéral oubanguien (ILO). Boganda dispose ainsi de leur soutien dans la conquête de la mairie de Bangui en 1956 et lors des élections territoriales de mars 1957 où le MESAN remporte la totalité des 50 sièges à pourvoir. L'enjeu de ces élections est particulièrement important, car conformément à la loi-cadre Defferre, elles conduisent à la nomination du premier gouvernement local. Peu intéressé par les besognes prosaïques qu'implique la gestion quotidienne des affaires, Boganda délègue beaucoup, notamment à des métropolitains, se faisant un adepte de la coopération. Il n'entre donc pas dans le gouvernement de la loi-cadre, se contente de nommer les ministres et insiste pour que la fonction publique soit réservée aux sympathisants du MESAN ou aux apolitiques.
En 1957, tentant vainement d’obtenir l’adhésion du MESAN à leur mouvement politique inter-continental, le Rassemblement démocratique africain de l’Ivoirien Félix Houphouët-Boigny offre à Boganda la présidence du Grand Conseil de l'Afrique-Équatoriale française (AEF). Ce poste honorifique permet à Boganda d’acquérir une certaine audience à l'échelle régionale. Boganda rallie dans ce contexte les thèses panafricaines et s'érige en défenseur de l'AEF, appelée à devenir la « République centrafricaine ». Plus audacieux, il imagine les États-Unis de l'Afrique latine, au-delà de l'AEF, incluant l'Angola ou le Congo belge. Ses idées suscitent peu d'enthousiasme, Boganda doit proclamer la création de la République centrafricaine pour le seul territoire de l’Oubangui-Chari, espérant encore pouvoir convaincre les dirigeants de l'Afrique centrale. Le sort de l'AEF est pourtant scellé, et Boganda meurt dans un accident d'avion trois jours avant sa dissolution pure et simple. Sa disparition, à la veille des indépendances, crée un vide politique considérable en République centrafricaine, au point que Boganda est toujours un référent obligé pour tout homme politique centrafricain.

## De l’orphelinat au sacerdoce

### Enfance meurtrie

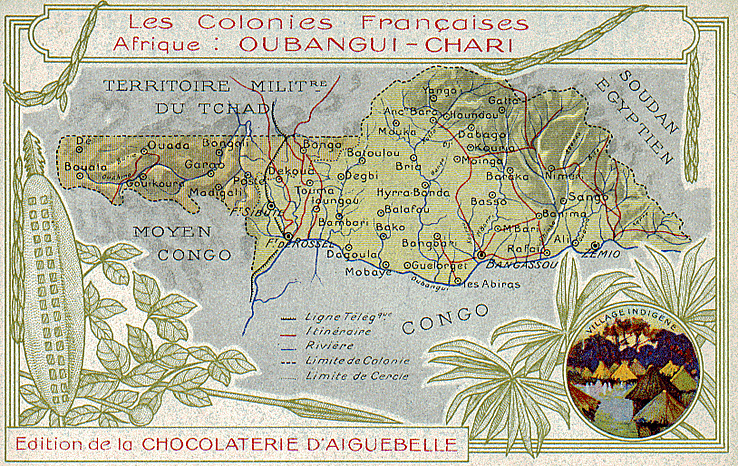
L'Oubangui-Chari en 1910. Le territoire ne correspond qu’à la partie sud-est de l’actuelle République centrafricaine.

Selon sa biographie officielle, Barthélemy Boganda naît le 4 avril 1910 à Bobangui, un village de la Lobaye rattachée au Moyen-Congo. L'état civil n’existant pas chez les Mbaka auxquels il est apparenté, cette date lui aurait été attribuée au début de ses études, avant d'être homologuée par un jugement supplétif en 1950. En fait, il paraît plus probable que Boganda soit né en 1912. Le choix de l'année a une importante symbolique car, le 4 novembre 1911, la Lobaye est donnée à l’empire colonial allemand à la suite de la crise d'Agadir. Elle reste à l'Allemagne jusqu’à sa réoccupation par les Français au mois d’août 1914. Afin de naître sujet français, Boganda se serait apparemment vieilli volontairement.
À l’origine, Barthélemy Boganda se nomme simplement Gboganda,, ce qui signifie « je suis ailleurs, je ne suis nulle part ». Issu de la famille Bonzo-Mongo du clan Mombangui, il est l’avant-dernier des douze enfants de Swalakpé, un sorcier pratiquant des rites anthropomorphiques, propriétaire de vastes palmeraies, et époux de cinq femmes (peut-être sept). Sa naissance intervient à une époque où les sociétés concessionnaires françaises sont maîtresses de la région. Avec la complaisance de l’administration, elles recourent au travail forcé des autochtones pour la collecte du caoutchouc. C’est dans ce contexte que Gboganda devient orphelin. Son père aurait été tué au cours d’une opération militaire menée contre son village. Sa mère, Siribé (ou Sirilié), est battue à mort par un milicien de la Compagnie forestière Sangha-Oubangui (CFSO) pour n’avoir pas apporté assez de caoutchouc,.
En 1920, le jeune Gboganda, atteint de la variole, est transporté chez un de ses oncles par son demi-frère aîné, Norbert Yangongo. Au cours du trajet, les deux frères rencontrent une patrouille. Pris de panique, Norbert Yangongo s'enfuit, laissant son frère seul sur le chemin. Le lieutenant Meyer, visiblement sensible à son état, le recueille et le confie à l’orphelinat de Mbaïki.

### Premier bachelier autochtone de la centrafrique
Quelques mois plus tard, le père spiritain Gabriel Herriau décide de prendre Gboganda avec lui à l’internat de la mission Saint-Jean-Baptiste de Bétou. Le jeune orphelin se révèle doué : il est alphabétisé en lingala en quelques semaines. La mission de Bétou ferme en décembre 1920 et il est transféré à Saint-Paul-des-Rapides de Bangui. Les quatre années qu'il passe dans cette institution ont un impact considérable dans la construction de sa personnalité. Il devient chrétien le 24 décembre 1922 sous le prénom de Barthélemy, en mémoire de l’apôtre qui aurait été le premier à prêcher l’Évangile sur le continent africain. Il fait la rencontre de Mgr Jean-René Calloc'h qui lui apprend à lire le français deux heures par jour et l’initie le reste du temps aux travaux manuels. Boganda l'érige en modèle.
À l'orphelinat, il se découvre une vocation sacerdotale. Faute de pouvoir l’envoyer en France, les missionnaires le placent en octobre 1928 au petit séminaire de Brazzaville,. C’est à cette époque qu’éclate en Oubangui-Chari la guerre du Kongo-wara (1928-1931) menée par Karnou. Ce dernier se déclare investi d’une mission divine pour libérer son peuple de la servitude et de la misère dans lesquelles l’auraient placé les hommes blancs. Boganda aurait été marqué par cette personnalité.
En 1930, le nouveau vicaire apostolique de Bangui, Mgr Marcel Grandin, séduit par le tempérament de Boganda, décide de le retenir à Saint-Paul pour s’occuper personnellement de lui enseigner le programme de classe. Premier Oubanguien à avoir eu accès aux études secondaires, il devient également le premier à atteindre l’enseignement supérieur avec son admission en octobre 1931 au grand séminaire Saint-Laurent de Mvolye à Yaoundé. Il y reçoit les différentes étapes de l’ordination. Il rencontre dans cette institution le futur Premier ministre camerounais André-Marie Mbida et le futur président de la République congolaise Fulbert Youlou, élèves comme lui. En octobre 1937, Mgr Grandin l'honore en lui confiant l’encadrement du nouveau petit séminaire Saint-Marcel à Bangui.

### Premier prêtre du clergé indigène d’Oubangui-Chari

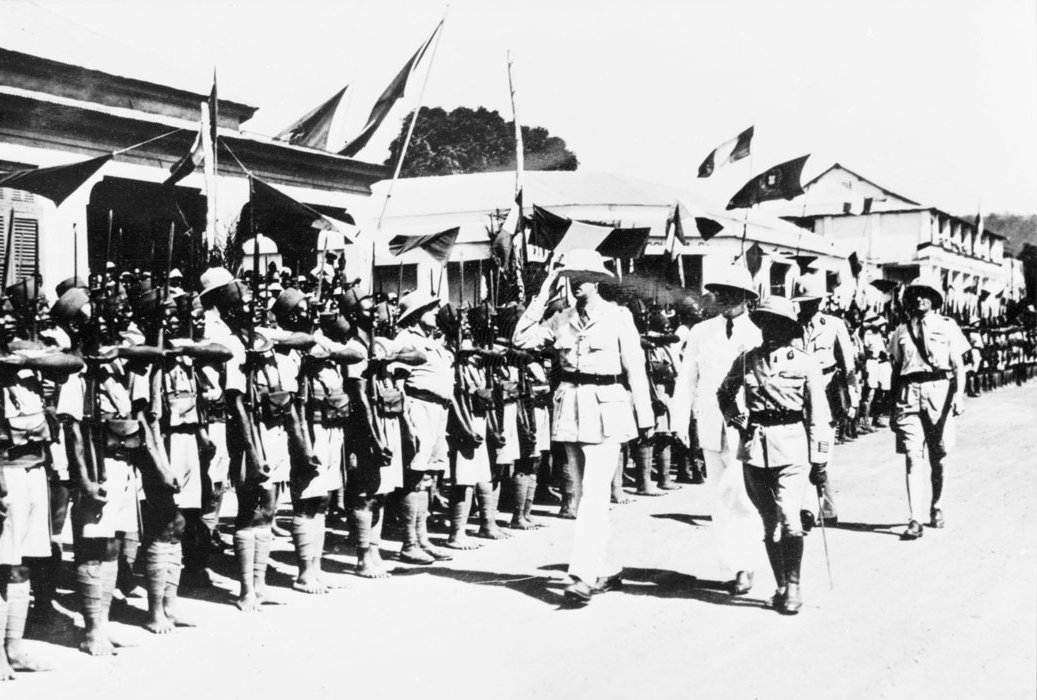
Le général de Gaulle à Bangui en 1940.

Le 27 mars 1938, trois mille fidèles viennent assister en la cathédrale Notre-Dame de Bangui à l’ordination du premier prêtre du clergé indigène d’Oubangui-Chari, Barthélemy Boganda. Le lendemain, Boganda prononce sa première messe à Saint-Paul-des-Rapides où est fixé son sacerdoce,. En 1939, la Seconde Guerre mondiale éclate. Il songe à s'engager dans l'armée française, premier pas selon lui dans la reconnaissance de l’égalité des droits, mais son évêque l’en dissuade, le nombre de missionnaires ayant été réduit par les effets de la mobilisation.
En octobre 1941, il est affecté à la mission Saint-Joseph de Bambari avec la charge de christianiser la population banda. Il se voit pour cela confier la jeunesse des écoles et l’action pastorale dans la subdivision. Contrairement à ses supérieurs, pour qui la priorité est le catéchisme, Boganda conçoit son action religieuse comme inséparable de son action sociale : « l’Évangile pour l’école, l’Évangile par l’école ». À cette époque, le taux de scolarisation en Oubangui-Chari est de 1,5 %. À Grimari, poste secondaire où toute mission spiritaine a jusque-là échoué, il prend toute la mesure du rôle départi à l’œuvre éducative. Malgré de faibles moyens, il met en pratique ses préceptes. Les résultats sont plutôt concluants : l'église est pleine les dimanches et jours de fête, une économie embryonnaire se développe avec les plantations de maniocs et de bananes, et des ateliers de fabrication de meubles en rotin produisent régulièrement.
Ce volontarisme ne plaît pas à tout le monde. Son comportement très ferme vis-à-vis des familles restées attachées aux « traditions » se heurte à l’administration qui, par le biais du chef de subdivision M. Dieu, soutient les pratiques de mariage forcé et de polygamie au nom de la coutume banda,. Des divergences de vue avec ses supérieurs provoquent sa mutation en juin 1946 à la mission Saint-Pierre-Claver de Bangassou. Ce transfert-sanction, décidé par les pères Hemme et Morandeau (proches des milieux coloniaux), marque le début de sa rupture avec les spiritains installés en Oubangui.

## Parlementaire et tribun local charismatique

### Émancipation des Africains comme combat politique
Après la Seconde Guerre mondiale, le gouvernement français décide de faire participer ses colonies à l’Assemblée constituante. Au sein d’une circonscription rassemblant l’Oubangui-Chari et le Tchad, deux députés sont élus, représentant l'un les colons, l’autre les autochtones. Aux deux Assemblées constituantes successives, les colons européens élisent le vétérinaire René Malbrant, tandis que les indigènes plébiscitent le commandant français Guy Baucheron de Boissoudy. Cette situation n’est pas sans indigner quelques Oubanguiens qui, menés par Abel Goumba, sollicitent Boganda. Mgr Grandin accueille très favorablement cette démarche. La candidature de Boganda présente un double intérêt : contrecarrer l'expansion de la gauche athée dans la colonie ; défendre le point de vue des missions dans les instances de la métropole. La campagne électorale de Boganda est ainsi prise en charge par Mgr Grandin.
À l'occasion des élections législatives du 10 novembre 1946, l'Oubangui-Chari devient une circonscription à part entière pour le collège des autochtones. L'abbé est élu face à trois adversaires par 10 846 voix représentant 47,26 % des suffrages exprimés. Tout naturellement, il est inscrit dans le groupe parlementaire démocrate-chrétien du Mouvement républicain populaire (MRP) au sein duquel il est accueilli par l’abbé Pierre. Les missionnaires le font chaperonner par le député français du Cameroun Louis-Paul Aujoulat. De sa rencontre avec ce dernier naît le 7 juin 1948 à Lyon, l’association des Amis de l’Afrique noire, au sein de laquelle il exerce la fonction de vice-président.

#### Député non-conformiste du MRP (1946-1950)
Dès son arrivée en France, l’abbé-député entreprend de nombreuses conférences et prêches dans le but de faire connaître aux métropolitains la situation en Oubangui. À l’Assemblée nationale, il se présente à ses collègues parlementaires comme le fils d'un cannibale polygame et siège dans son habit ecclésiastique. Au début, il se contente d’apposer son nom à des propositions du MRP relatives aux territoires d’outre-mer (TOM), mais en 1949, il présente à titre personnel trois propositions. La première, du 17 juin, est une résolution invitant le gouvernement à supprimer le laissez-passer administratif à l’intérieur des territoires de l’AEF. La seconde, du 24 novembre, est une loi visant à introduire la notion de propriété clanique dans la législation. Enfin, celle du 9 décembre est une loi tendant à renforcer la loi Houphouët-Boigny sur le travail forcé, pratiqué encore à grande échelle. Aucune de ses propositions, jugées farfelues, n’est adoptée.
Si l’on excepte un bref passage à la Commission du ravitaillement, l’abbé-député est un membre constant de la Commission des TOM. Il est nommé le 6 octobre 1947 rapporteur de la proposition de résolution du député du Tchad Gabriel Lisette invitant le gouvernement à relever le prix fixé pour les producteurs de coton d’AEF, payés 2,50 francs le kilogramme contre 7 francs pour ceux d'AOF. Il faut dix mois et demi pour que le texte passe. Dépité, Boganda se désintéresse progressivement de son travail à la commission. Le 1er juin 1950, le député sénégalais Léopold Sédar Senghor est obligé de le remplacer comme rapporteur sur cinq propositions de loi. Cette attitude sans doute a dû laisser perplexes certains de ses collègues africains, comme le député gabonais Jean-Hilaire Aubame, auteur de trois de ces propositions.
Outre ce désintérêt pour ses devoirs parlementaires, Boganda est en désaccord avec le MRP. Au moment de l'insurrection malgache de 1947, il est troublé de voir son groupe soutenir la levée d’immunité des trois députés malgaches. Il peine à dissimuler sa déception sur la politique coloniale menée par le ministre de la France d'Outre-mer de l'époque, le MRP Paul Coste-Floret. Son protecteur Aujoulat quitte le parti en novembre 1948. Boganda reste, mais son action gêne. Son journal Pour sauver un peuple, fondé le 1er juillet 1948, tiré entre 2 000 et 3 000 exemplaires par le secrétariat de l’Assemblée nationale à Paris, et dont il est le seul rédacteur, attire en août 1949 l’attention des partis de gauche. L'Humanité, organe du Parti communiste français (PCF) reproduit en intégralité son virulent numéro groupé 5 et 6. Cette publicité lui vaut de solides inimitiés,. Boganda finit par quitter le MRP en juin 1950.

#### Action coopérative et fondation du MESAN

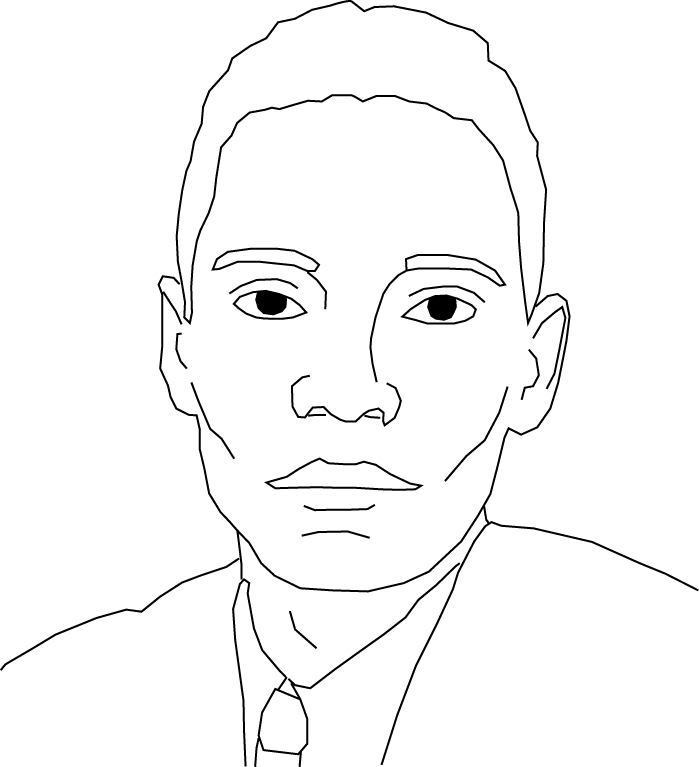
Le conseiller de l'Union française Antoine Darlan.

En 1946 est mis en place dans chaque colonie un Conseil représentatif. Celui d’Oubangui-Chari est composé de vingt-cinq conseillers territoriaux, dont dix représentent les Européens et quinze les autochtones. Boganda ne se présente pas, mais parraine les listes d’Action économique et sociale menées par Georges Darlan. Elles remportent le 15 décembre 1946 tous les sièges du second collège. Le Conseil représentatif choisit à son tour ses représentants au Conseil de la République, à l’Assemblée de l'Union française et au Grand Conseil de l'Afrique-Équatoriale française (AEF). Lors de ces élections, Boganda aurait soutenu les candidatures, pour le second collège, les métis Jane Vialle (élue sénatrice le 6 mars 1947) et Antoine Darlan (élu conseiller de l’Union française le 19 octobre).
En août 1947, le député crée une formation politique : l'Union oubanguienne. Pour des raisons pratiques, il en confie la direction à Georges Darlan, résidant en permanence à Bangui et s'attèle à un autre projet : l'action coopérative. La création de coopératives autochtones est censée mobiliser les villageois pour la défense de leurs propres intérêts économiques. Le 22 mai 1948, il fonde la Société coopérative de l’Oubangui-Lobaye-Lessé (SOCOULOLÉ) dans l'objectif d'obtenir une meilleure rémunération des productions villageoises,. Pour lancer la SOCOULOLÉ, il formule auprès du Conseil représentatif une demande de subvention. Elle lui est refusée, les élus européens ayant négocié avec leurs collègues du second collège un vote négatif.
Cette décision provoque une rupture entre Boganda et le meneur des autochtones au Conseil, Georges Darlan, à qui il remet sa démission de l’Union oubanguienne le 15 octobre 1948. Le 28 septembre 1949, il fonde le Mouvement d'évolution sociale de l'Afrique noire (MESAN),. Il assure seul la direction de ce parti à consonance messianique dont l'ambition est l’émancipation des autochtones par l'inculcation des valeurs occidentales dans un langage compréhensible. Son slogan est « Nourrir, vêtir, guérir, instruire, loger ». Malgré sa vocation inter-africaine, le MESAN ne parvient à s'implanter réellement qu'en Oubangui-Chari.

### «Bête noire» des milieux coloniaux

#### Déboires administratifs du «prêtre défroqué»
Après la mort accidentelle de Mgr Grandin en 1947, les relations entre Boganda et l’Église d’Oubangui-Chari se dégradent. Boganda et le nouvel évêque, Mgr Cucherousset, ne s'entendent pas,. Sur la question du célibat, Boganda adresse au Vatican un long mémoire où il expose, selon lui, toute l’absurdité et les dangers du maintien de cette règle dans les Églises africaines. Fin 1949, il avertit ses supérieurs de son intention de se marier avec sa secrétaire parlementaire, la Française Michelle Jourdain. La réaction est immédiate, le 25 novembre 1949, Mgr Cucherousset le suspend ; il ne peut plus exercer ses fonctions sacerdotales en public, ni porter la soutane. C’est désormais habillé en civil qu’il se rend aux séances de l’Assemblée nationale. Son mariage avec Michelle Jourdain, enceinte, est célébré le 13 juin 1950 à Montmorency.
Les missionnaires rejoignent le rang des adversaires de Boganda aux côtés du lobby colonial mené par René Malbrant, des partisans du président du Conseil représentatif Georges Darlan et de l'administration coloniale. Le chef de la région de la Lobaye, l’administrateur René Bouscayrol, accuse la SOCOULOLÉ de « concurrencer de façon illégale et intolérable » la coopérative officielle que constitue la Société indigène de prévoyance (SIP) présidée et gérée par le chef de district. Outre les tracasseries administratives, Bouscayrol le fait interpeller à son domicile en avril 1950 par une escorte de gardes armés. Il procède à l’incarcération de son secrétaire et d’un certain nombre d’employés de la coopérative, sous des motifs d’infractions mineures telles que la vente de quelques morceaux de viande de chasse fumée. En novembre 1950, le procureur général près de la cour d’appel de Brazzaville formule une demande de levée d'immunité parlementaire afin de le poursuivre pour un procès-verbal de gendarmerie dressé à la suite d'une réunion publique non autorisée. Cette même année, le lobby colonial organise contre le député, une campagne de diffamations.

#### «Flagrant délit» du 10 janvier 1951
Le 4 janvier 1951, son ami le chef coutumier Nzilakéma meurt dans des conditions troubles, après avoir été interrogé à Mbaïki par le juge Renaud. Ému, Boganda se rend le 10 janvier sur les marchés afin de demander à la population de ne pas y participer en signe de deuil. Prenant prétexte d’un attroupement, l’administration l’arrête pour « flagrant délit » avec sa femme, sa fille de six mois et les deux secrétaires de la SOCOULOLÉ. Ils sont maintenus en détention jusqu’au 12 janvier et un procès est programmé pour le 15 janvier. Son avocat parvient à le faire reporter, ce qui permet à Boganda de rentrer à Paris le 20 janvier et de rédiger un long mémorandum sur les circonstances de cette arrestation. Les autorités métropolitaines ne réagissent pas. Le 29 mars 1951, le tribunal de paix à compétence limitée de Mbaïki le condamne à trente jours d’emprisonnement ferme, deux mois avec sursis et 2 000 francs d’amende. Son épouse et ses secrétaires sont quant à eux condamnés à des peines de prison avec sursis. Sa condamnation lui est notifiée le 26 mai, soit une vingtaine jours avant les élections législatives, sans doute en vue de l’empêcher de s’y présenter. Faisant appel de son jugement le 2 juin, il participe aux élections du 17 juin.
Boganda se lance dans la campagne sans réels soutiens politiques, face à de nombreux adversaires. Avec habileté, cependant, il parvient à renverser la situation. Se présentant comme un martyr, il affirme que l'administration, l'Église et les colons s'acharnent contre lui, afin de l'empêcher de dénoncer les injustices et les abus dont sont victimes les Oubanguiens. Boganda est réélu député par 31 631 voix sur les 65 641 suffrages exprimés, soit 48,18 %, loin devant les 21 637 voix (32,9 %) du candidat du Rassemblement du peuple français (RPF) Marcel Bella, soutenu par l’administration et les missions catholiques. Cette victoire est d’autant plus stupéfiante que le scrutin aurait été entaché d’irrégularités commises par l’administration que Boganda dénonce dans le no 3 de son nouveau journal imprimé à Bangui, Terre africaine,. Scandalisée, l'administration envisage de l'attaquer pour diffamation mais, craignant qu'une telle plainte amène à une enquête sur le déroulement de l'élection, y renonce, prétextant ne pas vouloir faire le jeu de Boganda.
L'affaire du « flagrant délit » se poursuit le 27 novembre 1951 devant la cour d’appel de Brazzaville. Sa femme et ses secrétaires sont relaxés. Son jugement est en revanche aggravé à 45 jours de prison ferme. Encore une fois, sa notification officielle, datée du 1er février 1952, intervient peu de temps avant des élections, en l’occurrence les territoriales de 1952 auxquelles il est candidat. Le 4 février, il se pourvoit en cassation. Finalement la Cour annule le 21 avril 1953 l’arrêt rendu par Brazzaville, et le relaxe entièrement le 1er décembre 1953. Au cours de cette affaire, seul le journal L’Observateur a relaté dans un article paru en décembre 1951, ce « cas inouï d’illégalité ».

### Forte popularité circonscrite à l'Oubangui-Chari

#### Repli africain et essor du MESAN
Après sa réélection à l’Assemblée nationale, Barthélemy Boganda se détache de la vie parlementaire parisienne. Nommé membre de la Commission de la marine marchande et des pêches le 20 janvier 1953, de la justice et de la législation le 19 janvier 1954, du travail et de la sécurité sociale le 18 janvier 1955, il ne dépose au total que trois propositions de loi, toutes en faveur des Africains, et n'intervient plus dans les débats. Désormais, il passe la plus grande partie de son temps en Oubangui-Chari.
Boganda utilise son salaire de député pour financer le MESAN. Au départ, son parti ne regroupe qu’une poignée d’instituteurs et de commis urbains, mais le ralliement des chefs de villages et des travailleurs ruraux lui permet d'acquérir une audience territoriale. Boganda dirige seul : les membres du bureau sont désignés par lui et ne s’occupent de rien. Lors des élections territoriales du 30 mars 1952, il établit lui-même les listes du MESAN. Il prend soin d’en écarter tous les anciens conseillers précédemment élus, à l'exception du conseiller de l’Union française Antoine Darlan. Lors de ces élections, le MESAN remporte 17 des 26 sièges à pourvoir pour le second collège. Boganda est lui-même élu conseiller territorial de la Lobaye. Fort de ce succès, il s'octroie le 27 avril la casquette de grand conseiller de l’AEF. Le 18 mai 1952, il donne des consignes afin que le second collège confie le fauteuil métropolitain de sénateur des autochtones d'Oubangui-Chari au Guyanais Hector Riviérez. Rencontré à Paris, ce dernier l'avait introduit à la Ligue internationale contre le racisme et l'antisémitisme (LICRA), dont Boganda avait été nommé vice-président en avril 1951.
Au début des années 1950, Boganda se fait le promoteur des plantations autochtones de café. Pour lui, le café est synonyme de ressources plus substantielles pour les villageois. Cette nouvelle entreprise fait suite à sa grande déception du modèle coopératif. Il avait engagé dans la SOCOULOLÉ une grande partie de ses indemnités parlementaires, mais les acheteurs qui opéraient pour lui auraient dilapidé les fonds. La SOCOULOLÉ est finalement dissoute en avril 1952. Cette liquidation se produit alors que Boganda a de nouveau des démêlés avec la justice. Le 4 février 1952, il avait acheté 20 000 briques à une société agricole avec un chèque non approvisionné de 55 000 francs. La société porte plainte contre le député devant le tribunal de première instance de Bangui. Pour la première fois, la procédure de levée de son immunité est enclenchée. Le 5 novembre 1952, Boganda surprend la commission en remboursant la société agricole. La faute ayant été réparée, l’Assemblée décide en dépit du maintien de la plainte, de clore l'affaire.

#### Influence quasi mystique
L’essor du MESAN est étroitement lié à la personnalité de Barthélemy Boganda et à sa triple réputation. Prêtre, il est censé être en rapport avec le monde transcendant. Fils de sorcier, il est craint. Marié à une blanche, il est l’égal des blancs. Boganda le sait et il en joue. Lors de ses tournées dans le pays, il invoque les ancêtres. Ses compatriotes voient en lui l’incarnation de Karnou, voire du Christ noir. Boganda croit d'ailleurs être investi d'une mission particulière :

« Libérer l'Afrique et les Africains de la servitude et de la misère, telle est ma raison d'être et le sens de mon existence. »

En 1954, Boganda a l’occasion de montrer toute l’influence qu’il exerce sur la population lors de l'émeute de Berbérati. Le 29 avril, on découvre chez un Européen de Berbérati, raciste notoire, les cadavres de son cuisinier et de l’épouse de celui-ci, tués par balles. Cette nouvelle provoque immédiatement un soulèvement ; le chef de région, le juge et deux autres Européens sont blessés par des jets de pierre, tandis qu’un transporteur blanc de passage est mortellement touché. Le mouvement menace de s’étendre à tout le pays, à l’image de la guerre du Kongo-wara. L’administrateur en chef Louis Sanmarco mobilise alors toutes les unités militaires disponibles mais, souhaitant éviter un bain de sang, sollicite avec insistance la médiation de Boganda. Le député hésite à l’aider, d'autant que son audience à Berbérati est relativement faible. Il se laisse toutefois convaincre. Le 1er mai, il se rend sur place et, grâce à un discours, met fin au soulèvement populaire. La troupe entre sans coup férir dans la ville. À la suite de ces événements, les autorités coloniales incarcèrent le 8 mai 158 personnes accusées de violence, de voies de fait et de rébellion. L'enquête menée sur la mort du cuisinier et de son épouse conclut à la thèse du suicide.
Les événements de Berbérati amorcent des réformes dans le monde colonial d'Oubangui. Sanmarco ordonne la stricte mise en œuvre d'une circulaire jusque-là inappliquée, interdisant l'envoi de gardes territoriaux sur les champs de coton. Ces gardes avaient la réputation de commettre de nombreuses exactions, Boganda les combattait depuis longtemps. Sanmarco supprime aussi la pratique du laissez-passer pour tout autochtone souhaitant se déplacer hors de son district. Le laissez-passer servait à maintenir le niveau de main-d'œuvre dans les champs de coton,.

## Prémices de l’indépendance

### Alliance avec les colons de la Chambre de commerce

#### Création de l’Intergroupe libéral oubanguien

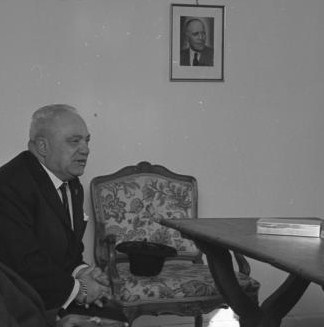
Le colon Roger Guérillot (photographie de 1964).

Le 18 novembre 1955, une loi supprime le double collège pour les élections municipales. La Chambre de commerce de Bangui, jusqu'ici fermement hostile à Boganda, opère un revirement spectaculaire. Un de ses membres, Roger Guérillot, qui quelques mois auparavant proposait à l'administrateur en chef Sanmarco de constituer des milices anti-bogandistes, convainc le député d’associer les Européens à la gestion de la mairie. L’accord se concrétise en 1955 au cours d’une réunion confidentielle dans un hangar où Boganda est représenté par David Dacko. Il y est décidé la création de l’Intergroupe libéral oubanguien (ILO) avec Barthélemy Boganda et le leader de la Chambre de commerce, René Naud, comme présidents, et Antoine Darlan et Roger Guérillot comme vice-présidents. Ainsi, aux élections municipales du 23 novembre 1956, les Européens obtiennent 12 des 36 sièges du conseil municipal de Bangui. Boganda est élu maire de Bangui à l’unanimité et Naud devient son premier adjoint. Pour compléter cette union et afin d'éviter les besognes prosaïques de l'administration, il délègue la quasi-totalité de ses pouvoirs à Naud.
Le 2 janvier 1956, le député est triomphalement réélu par 155 952 voix sur les 176 182 suffrages exprimés, soit à 88,51 %, contre son seul adversaire Jean-Baptiste Songomali. Au cours de cette troisième législature, à quelques exceptions près, il ne se rend jamais au Palais Bourbon. Son combat est en Oubangui-Chari où il aspire à l’avènement d’une bourgeoisie africaine. Pour y parvenir, il préconise une « déprolétarisation », un retour à la terre, une réconciliation avec l'homme blanc. Ce nouveau discours, vécu comme une trahison par une partie de son électorat, lui vaut d'être caillassé début 1956, du côté de Mobaye. Affecté par cet évènement, Boganda revient à une rhétorique plus incisive mais, désormais allié aux colons, il s'en prend à l'administration à laquelle il reproche avec véhémence l'entrave à la liberté de chasser, un thème qui lui est particulièrement cher,. L'administration fédérale est également attaquée. Boganda dénonce ses larges prérogatives quasiment incontrôlées. Dans une motion déposée au Grand Conseil le 6 novembre 1956, il demande la décentralisation totale des pouvoirs du gouvernement général au profit des gouverneurs des territoires. L'autorité fédérale ne devait subsister, dans sa proposition, qu'au travers de simples organes de liaison : un haut-commissariat à Paris, un grand conseil restreint à Brazzaville.
Pour Boganda donc, en 1956, l’autonomie politique passe par la décentralisation. C'est le processus que retient également la loi-cadre Defferre : cette réforme majeure abolit le double collège et prévoit l'instauration d'un gouvernement local après les élections territoriales du 31 mars 1957. Lors de ces dernières, le MESAN remporte la totalité des 50 sièges à pourvoir : huit d’entre eux reviennent à des Européens. Boganda offre la présidence de l’Assemblée territoriale au sénateur Hector Riviérez. Le Conseil du gouvernement, conformément aux dispositions de la loi-cadre, est présidé par le haut-commissaire de la France, Louis Sanmarco. En signe de protestation, Boganda refuse d’entrer au Conseil. Il confie la vice-présidence à son ami Abel Goumba.

#### De la démesure au discrédit
Bien que vice-président du Conseil du gouvernement, Abel Goumba ne sert que de coordinateur à l’équipe ministérielle. Autant Barthélemy Boganda n'a pas souhaité s'impliquer quotidiennement aux affaires du Conseil, autant il en a choisi personnellement les six ministres. Il est le chef, il arbitre la rivalité entre le dirigeant théorique du gouvernement, l'austère Abel Goumba, et son ministre Roger Guérillot, le libéral colon chargé des affaires économiques et de la sécurité. Guérillot domine dans l'opinion de Boganda jusqu'à l'été 1958. Il est dit que sur ses conseils, le député-maire de Bangui aurait exclu en septembre 1957 du MESAN, le socialisant Antoine Darlan,. Boganda est alors persuadé qu'en raison de ses liens avec le Rassemblement démocratique africain (RDA) et de ses origines métisses, Antoine Darlan manœuvre contre lui.
En décembre 1957 Boganda prend la tête du Comité de salut économique, un organisme devant superviser l'ambitieux plan d'extension des plantations d'Oubangui-Chari élaboré par Roger Guérillot et dont l'objectif était de doubler les superficies plantées en coton, puis de mettre en culture 100 000 hectares en café,. Pour réaliser ces desseins, Boganda décrète la « croisade du travail » : des chômeurs de Bangui sont recrutés afin de « stimuler » les paysans, la population dénonce un retour au travail forcé.
Les critiques affluent. Boganda est accusé par L’Émancipation oubanguienne d’Antoine Darlan d’être devenu le « jouet de Guérillot et des autres Blancs de l’ILO ». En métropole, le grand reporter Max Olivier-Lacamp dénonce quant à lui, dans deux articles parus dans Le Figaro le 31 janvier et 3 février 1958, la « dictature de facto » exercée par le député-maire, conseillé économiquement sans discernement par un « colon touché par la grâce du MESAN ». Les méthodes de Boganda y sont qualifiées de « totalitaires », il lui est reproché d’exploiter la crédulité de ses congénères. Lacamp affirme qu’après sa victoire à la municipale de Bangui, la foule se serait attendue à voir Boganda marcher sur les eaux de l’Oubangui. Lacamp rapporte également qu’en mars 1957, les sièges de l’Assemblée territoriale intégralement remportés par le MESAN l'ont été grâce à la neutralisation préalable des éventuels adversaires de Boganda qui leur aurait menti en leur assurant les avoir inscrits sur sa propre liste électorale. Dans cette situation délicate, Abel Goumba recommande à Boganda la révocation de Guérillot. Le leader oubanguien refuse. Il est attaché aux idées de son ministre qu’il défend avec ardeur dans un article de mars 1958. Pour lui, si problème il y a avec le plan du Comité de salut économique, il est à chercher du côté des « politiciens agitateurs » qui empêchent la population de travailler en paix. La solution prônée : la répression de toute campagne politique hors des périodes électorales.

### Présidence du Grand Conseil de l’AEF

#### Défiance envers le RDA
Reconduit dans ses fonctions de grand conseiller de l’AEF après les élections territoriales du 31 mars 1957, Boganda est élu à l’unanimité président du Grand Conseil le 17 juin. La vice-présidence revient au Tchadien François Tombalbaye, dont le parti, le Rassemblement démocratique africain (RDA), est la principale formation à l’assemblée. En concédant la présidence à Boganda, le RDA espère obtenir l’affiliation du MESAN à leur organisation. Dans ce même but, le dirigeant du Tchad Gabriel Lisette, membre du RDA, autorise la création d’une section locale du MESAN sur son territoire.
Boganda est le premier Africain à se hisser au poste de président du Grand Conseil de l'AEF à Brazzaville. Ses qualités de tribun séduisent ses pairs, il en use pour critiquer l'administration coloniale. Il accuse cette dernière de ne pas les avoir suffisamment préparés aux nouvelles prérogatives octroyées par la loi-cadre. Il condamne le caractère bicéphale des Conseils de gouvernement territoriaux qui ne peut, pour lui, qu’augmenter les charges financières des contribuables. Son état de grâce à Brazzaville est de courte durée. La direction du RDA comprend que Boganda n'a nullement l'intention de s'affilier à eux. Lors de la nouvelle élection du président du Grand Conseil le 25 mars 1958, le RDA présente son propre candidat, le Tchadien Ahmed Kotoko. Contre toute attente, Boganda est réélu président du Grand Conseil par 10 voix contre 9 grâce au vote du Tchadien Mahamat Hassan, débauché par le grand conseiller MESAN Étienne Ngounio,. Réélu, Boganda élimine Tombalbaye de la vice-présidence.

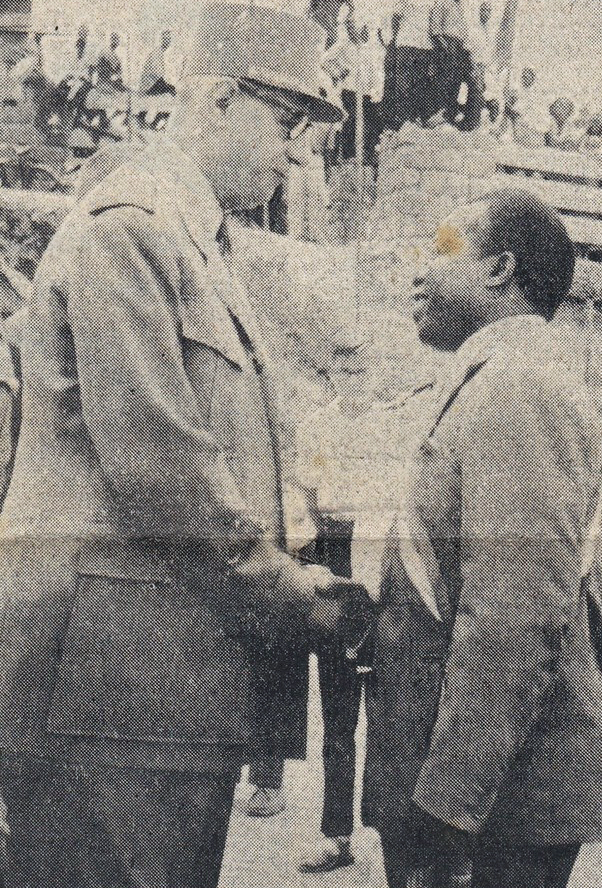
Boganda recevant Charles de Gaulle, président du Conseil français à Brazzaville en 1958 pour discuter du futur de l'Oubangui-Chari.

En mai 1958, le général de Gaulle revient au pouvoir en métropole comme président du Conseil. Un Comité consultatif chargé des questions relatives aux territoires d’outre-mer est formé par les Sénégalais Léopold Sédar Senghor et Lamine Gueye, l’Ivoirien Félix Houphouët-Boigny, le Malgache Philibert Tsiranana, et le Tchadien Gabriel Lisette. Bien que première personnalité politique de l’AEF, Boganda n'est pas associé au groupe : Paris n'a jamais prêté beaucoup d'attention à Boganda, jugé trop excentrique. Depuis plus de dix ans, celui-ci est resté à l'écart des parlementaires africains de Paris, auxquels il reproche leur inféodation à des partis politiques métropolitains. Ensuite, il semble qu'à Paris, le président du Grand Conseil de l’AEF a été discrédité par ses attaques contre l’administration coloniale et par sa mauvaise presse à la suite de la parution des articles de Max-Olivier Lacamp dans Le Figaro. Cette nouvelle le frustre. Lui qui avait affirmé le 21 octobre 1957 du haut de la tribune du Grand Conseil que « la France doit vivre chez nous par sa culture, sa technique, ses lois, son idéal », qui clamait que « l’indépendance était une dangereuse illusion », désormais il réclame la reconnaissance du droit à l’autodétermination.
Dorénavant, à l’instar de Léopold Sédar Senghor, il se soucie de préserver les grands ensembles fédéraux. En juillet 1958, une délégation du MESAN menée par Abel Goumba prend part au congrès de Cotonou où est créé, sous l'impulsion de Senghor, le Parti du regroupement africain (PRA), un nouveau rassemblement inter-africain clairement fédéraliste et concurrent au RDA. Le MESAN s'y affilie.

#### Leader panafricain d'Afrique équatoriale

##### Projet d'États-Unis de l'Afrique latine

Les États unis de l'Afrique latine proposés par Barthélemy Boganda.

Dans ce contexte, le député-maire de Bangui opte initialement pour le « non » au référendum sur la Communauté franco-africaine. Le 24 août 1958, le général de Gaulle, en tournée à Brazzaville, convainc le président du Grand Conseil de l’AEF chargé de l’accueillir au nom des quatre territoires de faire campagne pour le « oui », en échange de l’assurance que les États-membres pourront obtenir leur indépendance ultérieurement. C'est un soulagement pour Boganda, partisan du maintien de la présence française pour deux raisons : selon lui, elle préviendrait toute menace des pays musulmans limitrophes, qui autrefois auraient été responsables de la traite négrière dans la région, mais surtout, elle pallierait la pénurie de cadres africains dans divers domaines.
Afin d'enrayer le « non » qu'il a jusqu'à présent favorisé, Boganda fait distribuer massivement dans les villages un tract rédigé en sango. Ce tract n’évoque à aucun moment la Communauté. Il y reproduit le texte d’un accord qu’il dit avoir obtenu du Général, selon lequel ce dernier renonce au régime de la « chicotte », de l’« indigénat et du travail forcé ». Le 28 septembre 1958, le « oui » au referendum l’emporte à 98,1 % en Oubangui.
Toute l’AEF approuve la Communauté. Pour le président du Grand Conseil, rien ne s’oppose donc à ce que l’AEF devienne, avec la ratification des quatre assemblées territoriales, un État membre unique. Il propose de renommer l’ensemble « République centrafricaine », idée qui lui aurait été soufflée par son ami, l’administrateur Pierre Kalck. Allant encore plus loin, il lance un appel du haut de la tribune du Grand Conseil le 17 octobre 1958 pour la création des États-Unis de l'Afrique latine. Ceux-ci devaient être constitués par la grande République centrafricaine rejointe par le Congo belge, le Cameroun, le Ruanda-Urundi, et les « provinces portugaises » d’Afrique. Pour promouvoir cette grande fédération de culture latine, de tradition chrétienne, francophone dans sa majorité, il avance de nombreux arguments, notamment l’artificialité des frontières coloniales, la viabilité financière et le poids économique et politique procurés par une telle fédération. Les épouvantails que sont le péril jaune et le communisme sont également agités. Boganda augure enfin que les États-Unis de l’Afrique latine ont vocation à devenir une des trois grandes zones d’influence du continent noir, que cette fédération doit être un contrepoids aux ensembles d’Afrique orientale sur le point d'être dominés par les forces panarabes de l’Égyptien Nasser, et de l’Ouest africain en voie de passer sous contrôle britannique sous l'impulsion du Ghanéen Kwame Nkrumah.

##### Liquidation de l’AEF

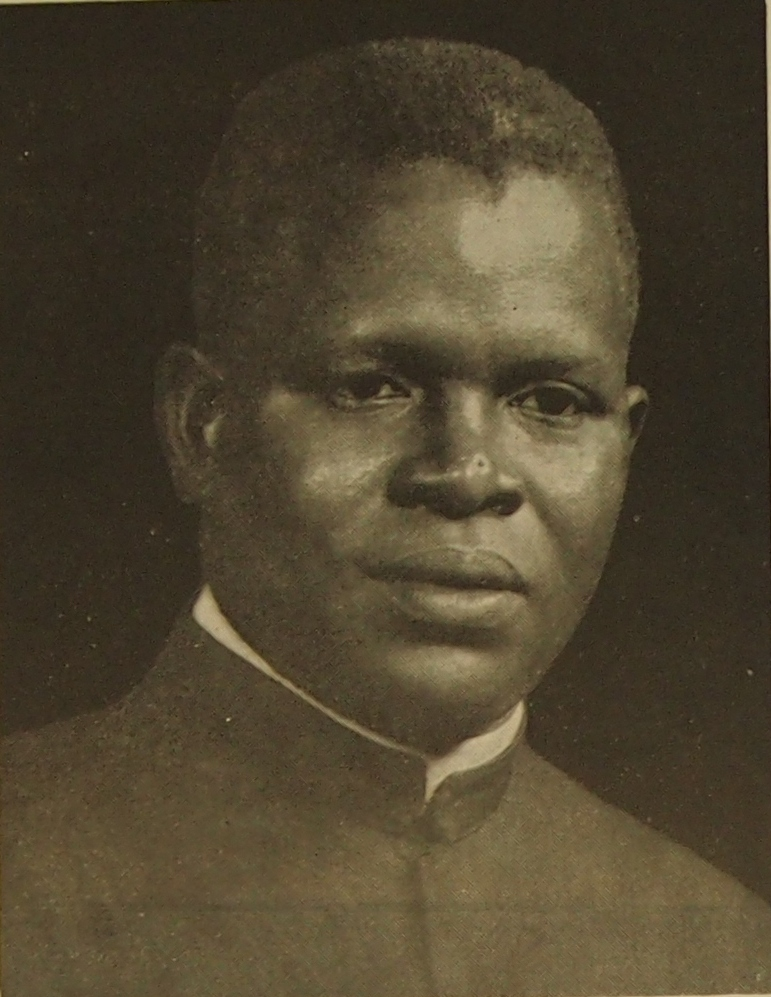
L'abbé Fulbert Youlou, président de la République congolaise, s'oppose au projet fédéraliste de Boganda.

Afin de réaliser son grand dessein, Boganda envoie une mission composée du ministre de l’Agriculture David Dacko et du président de l’Assemblée territoriale Hector Riviérez proposer aux trois autres territoires de l’AEF d’accéder groupés à l’autonomie, puis à l’indépendance. Seul le Moyen-Congo, dirigé par la coalition socialiste de Jacques Opangault, adhère au projet. Cette coalition socialiste est à la tête du Moyen-Congo bien qu'elle ne dispose plus depuis l'automne 1957 de la majorité à son assemblée territoriale. Or l’abbé Fulbert Youlou, l'homme qui contrôle l'assemblée au Moyen-Congo, aspire à reformer un grand État bakongo et se montre peu réceptif au projet de Boganda. Dans ce contexte, le comité directeur de la section congolaise du Mouvement socialiste africain (MSA) propose le 15 octobre 1958 le rattachement à l’Oubangui des provinces MSA du Nord du Moyen-Congo, avec l’installation à Bangui des 21 conseillers MSA. Boganda, favorable à cette idée, envisage la nomination d’un Congolais dans son prochain gouvernement. Devant les menaces de sédition et de désordre, l’administration française réagit en déclarant illégal ce rattachement.
Le 30 octobre 1958, le président du Grand Conseil de l’AEF organise une table ronde à Brazzaville afin que son projet soit discuté concrètement. Tous les principaux chefs politiques de l’AEF y sont conviés mais seuls ceux du MESAN, du MSA et ses alliés répondent à l'appel avec les dirigeants des principales centrales syndicales. Le projet d'État unitaire n’a pas entraîné l’adhésion des dirigeants de l’AEF. L'autonomie administrative accordée par la loi-cadre de 1956 n’a pas créé les conditions les plus favorables à une tentative de regroupement. Par ailleurs, le projet de Boganda semble avoir été discrédité par l’entreprise séditieuse du MSA au Moyen-Congo. Boganda est soupçonné d’agir par ambition personnelle. Pour crever l'abcès, le gouverneur général de l’AEF Yvon Bourges force les principaux dirigeants politiques de l’AEF à se réunir à Brazzaville les 24 et 25 novembre 1958. Un compromis consacre l’accession séparée des territoires à l’autonomie interne, tout en prévoyant la création entre eux d’organismes de coordination.
Le 1er décembre 1958, Boganda proclame à contrecœur la République centrafricaine pour le seul territoire de l'Oubangui-Chari. Le président du Grand Conseil espère encore possible le regroupement des États entrés séparément dans la Communauté en sauvant notamment les diverses structures communes. Les 16 et 17 décembre, les Premiers ministres des nouvelles républiques d’AEF se réunissent à Paris sous la présidence de Boganda. À l’issue de cette réunion, deux protocoles sont signés : l’un consacre l’union douanière, l’autre crée une « commission de liquidation » chargée de régler le sort des biens, services et fonctionnaires de l’AEF en vue de la suppression pure et simple du Grand Conseil fixée au 1er avril 1959.

### Présidence du gouvernement de la République centrafricaine

Drapeau de la République centrafricaine. La couleur bleue représente le fleuve de l'oubangui chari; la couleur blanche représente le coton; la couleur verte représente laforêts ; la couleur jaune pour l'Oubangui-Chari et ses richesses minières ; la couleur rouge correspond au sang versé par tous les martyrs. Enfin l'étoile guide les pas du peuple noir vers la liberté et l'émancipation.

Le 1er décembre 1958, la République centrafricaine est proclamée, l’Assemblée territoriale devient constituante et législative, Barthélemy Boganda accède au poste de président du gouvernement. Le 6 décembre, son cabinet est formé : Abel Goumba est aux Finances, David Dacko à l’Intérieur, à l’Économie et au Commerce, Roger Guérillot définitivement écarté.
Lors de sa présidence, Boganda met en place les institutions de la République centrafricaine. Il contribue ainsi personnellement à l'élaboration du drapeau national - initialement conçu pour la grande République centrafricaine -, il énonce la devise du pays « Unité, Dignité, Travail » à laquelle est attaché le principe « Zo kwe zo » (« tout être humain est une personne » ou « un homme en vaut un autre »), enfin il compose en partie les paroles en français de l'hymne national La Renaissance. Par ailleurs, si la constitution du 16 février 1959 a été élaborée par un jeune auditeur du Conseil d’État français, le long préambule détaillant toutes les libertés publiques reconnues aux Centrafricains est de lui. Boganda établit lui-même les listes du MESAN pour les élections législatives centrafricaines du 5 avril 1959. Il prend soin d’intégrer dans chacune d’entre elles un Européen. Lors de ces élections organisées au scrutin de liste, soixante sièges au total sont à pourvoir dans quatre circonscriptions. Seul le MESAN concourt, la commission de vérification ayant annulé dans trois circonscriptions les listes adverses, « irrégulièrement déposées ».
Sous sa présidence, la fonction publique est purgée des « ennemis du MESAN ». Déjà sous la loi-cadre, Boganda avait souhaité contenir le développement en Oubangui-Chari d'une section RDA efficace. Zanga-Djalle, vice-président du bureau RDA et fonctionnaire du cadastre, s'était ainsi vu écarté de l’arène politique par une mutation à Bazoum. Cette politique d'intimidation est étendue à la section centrafricaine du MSA. Des troubles s'étaient produits à Boali-Bossembélé, fief de la section du MSA. Boganda avait alors ordonné l'intervention des forces publiques, il se voit rappeler que le maintien de l’ordre et de la sécurité dépend encore du haut-commissaire de la France. En réaction, Boganda accuse les dirigeants de la section MSA, l’ingénieur Augustin Dallot-Béfiot et l’enseignant Antoine Bangui, de « saboter l’action du gouvernement » et les révoque de la fonction publique.

## Construction d'un mythe

### Polémiques autour de l'accident d'avion
Le 29 mars 1959, un Boganda en pleine campagne électorale se rend à Berbérati pour y présider une cérémonie au cours de laquelle sont présentés les nouvelles institutions et le nouveau drapeau,. L'avion régulier qu'il emprunte pour regagner Bangui s’écrase dans la savane arborée de la Lobaye, au lieu-dit de Boukpayanga,. Aucun des neuf occupants de l'appareil ne survit à l'accident. Très vite, les hypothèses d'un attentat fusent. La rumeur accuse David Dacko, principal bénéficiaire du vide créé par la mort de Boganda, l’ancien vice-président du Conseil du gouvernement Abel Goumba, ou encore le Premier ministre congolais Fulbert Youlou, opposé aux projets fédéralistes de Boganda. On parle aussi des services secrets belges et portugais. Abel Goumba, pour sa part, privilégie l’hypothèse des représentants locaux de l’administration française, puis celle des colons blancs, planteurs et industriels. Le journaliste Pierre Péan évoque une possible coalition d'intérêts entre Roger Guérillot et Michelle Jourdain, l'épouse de Boganda, qui a bénéficié de plusieurs assurances-vie souscrites par Boganda peu de temps avant l'accident.
L'hypothèse du complot a été défendue par Pierre Kalck. Dans son Barthélemy Boganda édité chez Sépia en 1995, il rapporte que Boganda aurait reçu au début de l'année 1959 des lettres de menaces de mort postées depuis le Congo belge. Il évoque un « colis piégé » remis par un mystérieux jeune homme au moment du départ de l’avion. Il affirme que les conclusions des enquêteurs venus de Paris soutenaient qu'une explosion serait survenue en vol. La non-publication du rapport de l'accident au Journal officiel apparait pour Kalck comme 'anormale'.
La thèse du simple accident, soutenue notamment par Louis Sanmarco, a été remise au goût du jour par Jacques Serre, à partir du rapport final de la Direction générale de l’Aviation civile (DGAC) daté du 20 juin 1960. La commission a conclu à une dislocation en vol de l’appareil à altitude de croisière, 27 minutes après le décollage de l’aérodrome de Berbérati. Les conditions météorologiques auraient provoqué une rupture dynamique brutale de la voilure : l’aile droite se serait repliée et détachée. Selon Jacques Serre, pour provoquer par explosif une rupture de l’aile, il aurait fallu procéder lors de l'escale (très courte) à un sabotage en public de la trappe d’accès vers la gouverne de l’aile. Il souligne par ailleurs que Boganda voyageait sur un Nord-Atlas 2502, un modèle doté de deux réacteurs d’appoint afin de décoller sur des terrains très courts, mais ces masses additionnelles amplifiaient le flottement de la voilure par leurs vibrations induites. Dans une lettre du 8 janvier 1960, Nord-Aviation demande à la DGAC de rester discrète sur les résultats des études de vibrations sur le Nord-Atlas 2502. Ceci pourrait expliquer la non-publication du rapport d’accident du 20 juin 1960 au Journal officiel, publication qui ne serait pas selon Serre une obligation pour le gouvernement.

### «Père fondateur» de la République centrafricaine

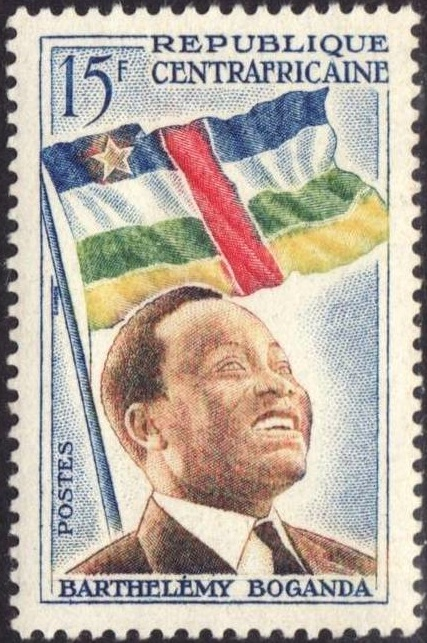
Timbre centrafricain de 1959 à l'effigie de Barthélemy Boganda.

Le 3 avril, une foule immense se presse à ses obsèques organisées en la cathédrale Notre-Dame de Bangui. Le soir même, il est inhumé à Bobangui aux côtés de son père Swalakpé. Les hommages se succèdent. Le 12 mai 1959, le Premier ministre français Michel Debré le cite par décret à l’ordre de la Nation. Le 21 mai suivant, le général de Gaulle le nomme à titre posthume chevalier de la Légion d'honneur. En République centrafricaine, Boganda est proclamé « père fondateur ». Le 29 mars devient un jour férié. Chaque année, le gouvernement se rend au grand complet sur le lieu de l’accident où un village a été créé.
Sa mort est suivie par une guerre de succession entre ses partisans, chacun se revendiquant comme « l'héritier de Boganda ». En 1959, la bataille se bipolarise entre deux hommes : Abel Goumba, président du gouvernement par intérim, se positionne comme le fils spirituel de Boganda, tandis que David Dacko, cousin du défunt, met en avant son lien familial, devenant même dans la rhétorique le neveu de Boganda. Grâce au soutien des colons de la chambre de Commerce de Bangui, Dacko s'impose face à Goumba et, une fois élu président de la République, entreprend la création d’un musée à la mémoire de Boganda. Le projet est bien avancé lorsque survient le coup d'État de la Saint-Sylvestre, mené par Jean-Bédel Bokassa, un cousin de Boganda et de Dacko. L'historien Pierre Kalck rapporte que Boganda ne l'aurait rencontré qu'une seule fois et qu'il aurait décelé chez ce parent une certaine « fragilité mentale ». Peut-être par solidarité familiale, Dacko l'avait promu dans de hautes fonctions militaires. Une fois parvenu au pouvoir, Bokassa se présente à son tour comme un neveu de Boganda. Il reprend à son compte le projet du musée consacré à Boganda, qu’il inaugure en 1966. Dans la foulée, il construit à Bobangui un mausolée en hommage à Boganda sous la forme d'une large structure blanche ancrée dans le style futuriste des années 1970.
Cette instrumentalisation de Boganda par les dirigeants centrafricains successifs a terni son image. La société centrafricaine est partagée au sujet du « père fondateur ». Dans les années 1990, l'historien Jean-Dominique Pénel constate que parmi les adultes, nombreux sont ceux préférant ne plus entendre parler des idées de Boganda, lassés d'avoir subi la propagande et les slogans des régimes passés. Quant aux jeunes Centrafricains, Pénel observe chez eux une méconnaissance quasi totale des valeurs défendues par Boganda.